# Dajr Samalut
Dajr Samalut – miejscowość w Egipcie, w muhafazie Al-Minja, w dystrykcie Samalut. W 2006 roku liczyła 13 025 mieszkańców.